# یو تامورا
یو تامورا (ژاپنی: 田村 友؛ زادهٔ ۲۲ نوامبر ۱۹۹۲) یک بازیکن فوتبال اهل ژاپن است.
از باشگاه‌هایی که در آن بازی کرده‌است می‌توان به باشگاه فوتبال آویسپا فوکوئوکا، باشگاه فوتبال اوراوا رد دیاموندز، باشگاه فوتبال مونتدیو یاماگاتا، باشگاه فوتبال تسپاکوستاسو گونما و باشگاه فوتبال ساگامیهارا اشاره کرد.